# Сааведра, Гильермо (футболист)
Гилье́рмо Сааве́дра (исп. Guillermo Saavedra; 5 ноября 1903, Ранкагуа, Чили — 12 мая 1957, Чили) — чилийский футболист, полузащитник, участник Олимпийских игр 1928 года и чемпионата мира 1930 года.

## Биография
Гильермо Сааведра выступал на позиции полузащитника за чилийский клуб «Коло-Коло».
Дебютировал в сборной Чили на чемпионате Южной Америки 1926 (провёл 4 матча, забил 1 гол), также играл на Олимпийских играх 1928. Под руководством тренера Дьёрдя Орта участвовал в чемпионате мира 1930 года в Уругвае.
| Матчи и голы Гильермо Сааведры за сборную Чили | Матчи и голы Гильермо Сааведры за сборную Чили | Матчи и голы Гильермо Сааведры за сборную Чили | Матчи и голы Гильермо Сааведры за сборную Чили | Матчи и голы Гильермо Сааведры за сборную Чили | Матчи и голы Гильермо Сааведры за сборную Чили | Матчи и голы Гильермо Сааведры за сборную Чили |
| ---------------------------------------------- | ---------------------------------------------- | ---------------------------------------------- | ---------------------------------------------- | ---------------------------------------------- | ---------------------------------------------- | ---------------------------------------------- |
| №                                              | Дата                                           | Место проведения                               | Соперник                                       | Счёт                                           | Голы                                           | Турнир                                         |
| 1                                              | 12 октября 1926                                | Сантьяго, Чили                                 | Боливия                                        | 7:1                                            | -                                              | Чемпионат Южной Америки по футболу 1926        |
| 2                                              | 17 октября 1926                                | Сантьяго, Чили                                 | Уругвай                                        | 1:3                                            | -                                              | Чемпионат Южной Америки по футболу 1926        |
| 3                                              | 31 октября 1926                                | Сантьяго, Чили                                 | Аргентина                                      | 1:1                                            | 1                                              | Чемпионат Южной Америки по футболу 1926        |
| 4                                              | 3 ноября 1926                                  | Сантьяго, Чили                                 | Парагвай                                       | 5:1                                            | -                                              | Чемпионат Южной Америки по футболу 1926        |
| 5                                              | 27 мая 1928                                    | Амстердам, Нидерланды                          | Португалия                                     | 2:4                                            | -                                              | Олимпийские игры 1928                          |
| 6                                              | 5 июня 1928                                    | Арнем, Нидерланды                              | Мексика                                        | 3:1                                            | -                                              | Олимпийские игры 1928                          |
| 7                                              | 16 июля 1930                                   | Монтевидео, Уругвай                            | Мексика                                        | 3:0                                            | -                                              | Чемпионат мира 1930                            |
| 8                                              | 19 июля 1930                                   | Монтевидео, Уругвай                            | Франция                                        | 1:0                                            | -                                              | Чемпионат мира 1930                            |
| 9                                              | 22 июля 1930                                   | Монтевидео, Уругвай                            | Аргентина                                      | 1:3                                            | -                                              | Чемпионат мира 1930                            |

Итого: 9 матчей / 1 гол; 5 побед, 1 ничья, 3 поражения.